# Rudolfine Fleischner
Rudolfine Fleischner (* 20. Oktober 1873 in Ungarisch-Ostrau, Kronland Mähren, Österreich-Ungarn; † 17. September 1923 in Wien, Österreich) war eine österreichische Politikerin (SDAP) und Erzieherin.

## Leben und Karriere
Rudolfine Fleischner wurde am 20. Oktober 1873 als Tochter eines Landschullehrers in der zum österreich-ungarischen Kronland Mähren gehörenden Stadt Ungarisch-Ostrau geboren. Da die finanzielle Situation ihrer Großfamilie stets angespannt war, musste Fleischner bereits als 13-Jährige ihren Lebensunterhalt selbst verdienen. Deshalb übersiedelte sie nach Wien, wo sie als Haushaltshilfe und Kindermädchen tätig war. Mit ihrer älteren Schwester absolvierte sie neben ihrer beruflichen Tätigkeit eine Ausbildung zur Erzieherin und war später als solche sowie als Privatlehrerin tätig. Bereits in den 1890er Jahren engagierte sich Fleischner, die im Jahre 1901 geheiratet hatte, im Verein der Heimarbeiterinnen. Ihren eigentlichen Wirkungskreis hatte sie daraufhin allerdings in der politischen Frauenorganisation. Als Mitbegründerin der sozialdemokratischen Frauenorganisation Alsergrund, dem 9. Wiener Gemeindebezirk, trugen ihre agitatorischen Fähigkeiten dazu bei, sie im Jahre 1915 zu deren Obfrau zu machen.
Als Frauenpolitikerin setzte sie sich vor allem für die politische Schulung, sowie für die Gleichberechtigung der Frauen ein, was sich mitunter bei der Einführung des Frauenwahlrechts im Jahre 1918 als hilfreich erwies. Fleischner wirkte bevorzugt im sogenannten Lichtental, dem proletarischen Stadtteil des sonst eher von der bürgerlichen Mittelschicht bewohnten Alsergrunds. In den Jahren 1919 bis 1923 trat Fleischner als Wiener Gemeinderätin in Erscheinung. Dabei vertrat sie als Mitglied der SDAPDÖ den 9. Wiener Gemeindebezirk, wobei sie Teil der 1. Wahlperiode des Wiener Landtags und Wiener Gemeinderats und eine der ersten Frauen in Österreich, die eine höhere politische Funktion ausübten, war. Neben ihrer Tätigkeit als Frauenpolitikerin war Fleischner auch in der Wohlfahrt und in der Jugendfürsorge tätig. So gründete sie unter anderem die Ortsgruppe Alsergrund der Kinderfreunde. Bei diversen Frauenkonferenzen und den Frauenplenarversammlungen ihrer Partei setzte sie sich dafür ein, dass ihre politisch tätigen Genossinnen für die Aufklärung der Berufsarbeiterinnen im politischen Bereich sorgten.
Des Weiteren war sie auch journalistisch tätig und schrieb für die Arbeiterinnen-Zeitung. Außerdem trug sie selbst die Zeitschriften Volksbühne und Arbeiterinnen-Zeitung aus. Fleischner, die als begabte Rednerin auf Parteiversammlungen galt und sich für die politische, gewerkschaftliche und genossenschaftliche Bewegung innerhalb der sozialdemokratischen Partei einsetzte, verstarb am 17. September 1923, rund einen Monat vor ihrem 50. Geburtstag, in Wien.